# Herb Uniejowa
Herb Uniejowa – jeden z symboli miasta Uniejów i gminy Uniejów w postaci herbu.

## Wygląd i symbolika
Herb przedstawia w błękitnym polu złoty krzyż łaciński ponad trzema srebrnymi liliami w układzie w roztrój.

## Historia
Herb ten znany jest od XVI wieku. Nawiązuje on do dawnej przynależności Uniejowa do arcybiskupów gnieźnieńskich.